# Liste der Kulturdenkmale in Mühlheim an der Donau
In der Liste der Kulturdenkmale in Mühlheim an der Donau sind Bau- und Kunstdenkmale der Stadt Mühlheim an der Donau verzeichnet, die im „Verzeichnis der unbeweglichen Bau- und Kunstdenkmale und der zu prüfenden Objekte“ des Landesamts für Denkmalpflege Baden-Württemberg verzeichnet sind. Dieses Verzeichnis ist nicht öffentlich und kann nur bei „berechtigtem Interesse“ eingesehen werden. Die folgende Liste ist daher nicht vollständig und beruht auf anderweitig veröffentlichten Angaben.

## Allgemein
- Bild: Zeigt ein ausgewähltes Bild aus Commons, „Weitere Bilder“ verweist auf die Bilder im Medienarchiv Wikimedia Commons.
- Bezeichnung: Nennt den Namen, die Bezeichnung oder die Art des Kulturdenkmals.
- Lage: Straßenname und Hausnummer oder Flurstücknummer des Kulturdenkmals, gegebenenfalls auch den Ortsteil. Die Grundsortierung der Liste erfolgt nach dieser Adresse. Der Link (Karte) führt zu verschiedenen Kartendiensten mit der Position des Kulturdenkmals. Fehlt dieser Link, wurden die Koordinaten noch nicht eingetragen. Sind diese bekannt, können sie über ein Tool mit einer Kartenansicht einfach nachgetragen werden. In dieser Kartenansicht sind Kulturdenkmale ohne Koordinaten mit einem roten bzw. orangen Marker dargestellt und können durch Verschieben auf die richtige Position in der Karte mit Koordinaten versehen werden. Kulturdenkmale ohne Bild sind an einem blauen bzw. roten Marker erkennbar.
- Datierung: Baubeginn, Fertigstellung, Datum der Erstnennung oder grobe zeitliche Einordnung entsprechend des Eintrags in der zuständigen Denkmaldatenbank (Landesamt für Denkmalpflege Baden-Württemberg).
- Beschreibung: Kurzcharakteristik des Kulturdenkmals.

## Liste

### Gesamtanlage Mühlheim an der Donau
| Bild           | Bezeichnung                                     | Lage                        | Datierung                      | Beschreibung              | ID                       |
| -------------- | ----------------------------------------------- | --------------------------- | ------------------------------ | ------------------------- | ------------------------ |
|                | Wohnhaus An der Steig 1                         | An der Steig 1 (Karte)      | 1827                           | Geschützt nach § 2 DSchG  | BW                       |
|                | Wohnhaus An der Steig 2                         | An der Steig 2 (Karte)      | 18. Jahrhundert                | erhaltenswertes Gebäude   | BW                       |
| Weitere Bilder | Votivkapelle Hl. Sebastian                      | An der Steig 4 (Karte)      | 1610/14                        | Geschützt nach § 12 DSchG |                          |
|                | Wohnhaus Bergstraße 1                           | Bergstraße 1 (Karte)        | 18. Jahrhundert                | Prüffall (BuK)            | BW                       |
|                | Wohnhaus Bergstraße 3                           | Bergstraße 3 (Karte)        | 1705                           | Geschützt nach § 2 DSchG  | BW                       |
|                | Wohnhaus Bergstraße 4                           | Bergstraße 4 (Karte)        | 18. Jahrhundert                | Geschützt nach § 2 DSchG  | BW                       |
|                | Wohnhaus Bergstraße 5                           | Bergstraße 5 (Karte)        | 18. Jahrhundert                | Prüffall (BuK)            | BW                       |
|                | Wohnhaus Bergstraße 7                           | Bergstraße 7 (Karte)        | 18. Jahrhundert                | Geschützt nach § 2 DSchG  | BW                       |
|                | Wohnhaus Bergstraße 12                          | Bergstraße 12 (Karte)       | 1718                           | Geschützt nach § 2 DSchG  | BW                       |
|                | Wohnhaus bzw. Gasthaus zur Linde                | Bergstraße 16 (Karte)       | 18. Jahrhundert                | erhaltenswertes Gebäude   | BW                       |
|                | Schule                                          | Beuroner Straße 1 (Karte)   | 1845/46                        | Geschützt nach § 2 DSchG  | BW                       |
|                | Grünfläche                                      | Grabenstraße (Karte)        |                                | erhaltenswerte Grünfläche | BW                       |
|                | Kilometerstein                                  | Grabenstraße (Karte)        | um 1900                        | Geschützt nach § 2 DSchG  | BW                       |
|                | Grenzstein                                      | Grabenstraße (Karte)        | 177?                           | Geschützt nach § 2 DSchG  | BW                       |
|                | Einhaus Grabenstraße 11                         | Grabenstraße 11 (Karte)     | 1718                           | Geschützt nach § 2 DSchG  |                          |
|                | Wohnhaus Haldenstraße 2                         | Haldenstraße 2 (Karte)      | 18. Jahrhundert                | Geschützt nach § 2 DSchG  | BW                       |
|                | Unserer Lieben Frauen Pfründehaus               | Haldenstraße 3 (Karte)      | 1610                           | erhaltenswertes Gebäude   | BW                       |
|                | Wohnhaus Haldenstraße 4                         | Haldenstraße 4 (Karte)      | 18. Jahrhundert                | Geschützt nach § 2 DSchG  | BW                       |
|                | Wohnhaus Haldenstraße 5                         | Haldenstraße 5 (Karte)      | 18. Jahrhundert                | erhaltenswertes Gebäude   | BW                       |
|                | Wohnhaus Haldenstraße 6                         | Haldenstraße 6 (Karte)      | 18. Jahrhundert                | Prüffall (BuK)            | BW                       |
|                | Wohnhaus Haldenstraße 7                         | Haldenstraße 7 (Karte)      | 18. Jahrhundert                | Prüffall (BuK)            | BW                       |
|                | Wohnhaus Haldenstraße 8                         | Haldenstraße 8 (Karte)      | 18. Jahrhundert                | Prüffall (BuK)            | BW                       |
|                | Wohnhaus Haldenstraße 10                        | Haldenstraße 10 (Karte)     | 18. Jahrhundert                | Prüffall (BuK)            | BW                       |
|                | Wohnhaus Haldenstraße 11                        | Haldenstraße 11 (Karte)     | 18. Jahrhundert                | Geschützt nach § 2 DSchG  | BW                       |
|                | Wohnhaus Haldenstraße 13                        | Haldenstraße 13 (Karte)     | 18. Jahrhundert                | erhaltenswertes Gebäude   | BW                       |
|                | Wohnhaus Haldenstraße 16                        | Haldenstraße 16 (Karte)     | 18. Jahrhundert                | Geschützt nach § 2 DSchG  | BW                       |
|                | Wohnhaus Haldenstraße 19                        | Haldenstraße 19 (Karte)     | 18. Jahrhundert                | erhaltenswertes Gebäude   | BW                       |
|                | Brunnen, sog. Vorderer Gassenbrunnen            | Hauptstraße                 | 1965                           | Geschützt nach § 2 DSchG  |                          |
| Weitere Bilder | Stadttor, sog. Oberes Tor                       | Hauptstraße 1 (Karte)       | um 1200                        | Geschützt nach § 12 DSchG |                          |
|                | Ausleger Gasthaus Rössle                        | Hauptstraße 2 (Karte)       |                                | erhaltenswertes Bauteil   | BW                       |
|                | Wohnhaus Hauptstraße 3                          | Hauptstraße 3 (Karte)       |                                | Geschützt nach § 2 DSchG  | BW                       |
|                | Wohn- und Geschäftshaus Hauptstraße 5           | Hauptstraße 5 (Karte)       | 18. Jahrhundert                | erhaltenswertes Gebäude   | BW                       |
|                | Wohn- und Geschäftshaus Hauptstraße 7           | Hauptstraße 7 (Karte)       | 1891                           | Geschützt nach § 2 DSchG  | BW                       |
|                | Wohnhaus Hauptstraße 8                          | Hauptstraße 8 (Karte)       | 1891                           | erhaltenswertes Gebäude   | BW                       |
|                | Wohnhaus Hauptstraße 10                         | Hauptstraße 10 (Karte)      | im Kern im 17./18. Jahrhundert | Prüffall (BuK)            | BW                       |
|                | Gasthaus Zum Ochsen                             | Hauptstraße 11 (Karte)      | 18. Jahrhundert                | erhaltenswertes Gebäude   | BW                       |
|                | Doppelgehöft Hauptstraße 12                     | Hauptstraße 12 (Karte)      | 1895                           | erhaltenswertes Gebäude   | BW                       |
|                | Wohn- und Geschäftshaus Hauptstraße 13          | Hauptstraße 13 (Karte)      | 18. Jahrhundert                | erhaltenswertes Gebäude   | BW                       |
|                | Doppelgehöft Hauptstraße 14                     | Hauptstraße 14 (Karte)      | 1895                           | Geschützt nach § 2 DSchG  | BW                       |
|                | Gasthaus Zur Sonne                              | Hauptstraße 15 (Karte)      | 18. Jahrhundert                | erhaltenswertes Gebäude   | BW                       |
|                | Ökonomiegebäude Hauptstraße 15/1                | Hauptstraße 15/1 (Karte)    | 18. Jahrhundert                | erhaltenswertes Gebäude   | BW                       |
| Weitere Bilder | Rathaus                                         | Hauptstraße 16 (Karte)      |                                | Geschützt nach § 12 DSchG |                          |
|                | Wohnhaus Hauptstraße 17                         | Hauptstraße 17 (Karte)      | 17. Jahrhundert                | Geschützt nach § 2 DSchG  | BW                       |
|                | Wohnhaus Hauptstraße 18                         | Hauptstraße 18 (Karte)      | 15. Jahrhundert                | Geschützt nach § 2 DSchG  | BW                       |
|                | Wohnhaus, sog. Schwesternhaus                   | Hauptstraße 19 (Karte)      | 17. Jahrhundert                | Geschützt nach § 2 DSchG  | BW                       |
|                | Wohn- und Geschäftshaus erhaltenswertes Gebäude | Hauptstraße 21 (Karte)      | 1863                           | erhaltenswertes Gebäude   | BW                       |
|                | Wohnhaus Hauptstraße 22                         | Hauptstraße 22 (Karte)      | im Kern 15. Jahrhundert        | Prüffall (BuK)            | BW                       |
|                | Wohnhaus Hauptstraße 23                         | Hauptstraße 23 (Karte)      | 18. Jahrhundert                | Prüffall (BuK)            | BW                       |
|                | Einhaus Hauptstraße 24                          | Hauptstraße 24 (Karte)      | 18. Jahrhundert                | erhaltenswertes Gebäude   | BW                       |
|                | Wohnhaus Hauptstraße 26                         | Hauptstraße 26 (Karte)      | 18. Jahrhundert                | Prüffall (BuK)            | BW                       |
|                | Einhaus Hauptstraße 27                          | Hauptstraße 27 (Karte)      | 18. Jahrhundert                | erhaltenswertes Gebäude   | BW                       |
|                | Wohnhaus Hauptstraße 28                         | Hauptstraße 28 (Karte)      | 1470                           | Geschützt nach § 2 DSchG  | BW                       |
|                | Einhaus Hauptstraße 29                          | Hauptstraße 29 (Karte)      | 18. Jahrhundert                | erhaltenswertes Gebäude   | BW                       |
|                | Wohnhaus Hauptstraße 31                         | Hauptstraße 31 (Karte)      | 17. Jahrhundert                | Geschützt nach § 12 DSchG |                          |
|                | Wohnhaus Hauptstraße 35                         | Hauptstraße 35 (Karte)      | 1697                           | Geschützt nach § 2 DSchG  |                          |
|                | Wohnhaus Hauptstraße 37                         | Hauptstraße 37 (Karte)      | 1748                           | Geschützt nach § 2 DSchG  |                          |
|                | Gasthaus Hauptstraße 39                         | Hauptstraße 39 (Karte)      | 18. Jahrhundert                | erhaltenswertes Gebäude   | BW                       |
|                | Wohnhaus, sog. Burg                             | Hintere Straße 2 (Karte)    | 1734                           | Geschützt nach § 2 DSchG  | BW                       |
|                | Wohnhaus Hintere Straße 4                       | Hintere Straße 4 (Karte)    | 1710                           | Geschützt nach § 2 DSchG  | BW                       |
|                | Wohnhaus                                        | Hintere Straße 6 (Karte)    | 1. Hälfte 19. Jahrhundert      | erhaltenswertes Gebäude   | BW                       |
|                | Wohnhaus Hintere Straße 8                       | Hintere Straße 8 (Karte)    | 18. Jahrhundert                | erhaltenswertes Gebäude   | BW                       |
|                | Wohnhaus Hintere Straße 14                      | Hintere Straße 14 (Karte)   | 18. Jahrhundert                | Geschützt nach § 2 DSchG  | BW                       |
|                | Wohnhaus Hintere Straße 20                      | Hintere Straße 20 (Karte)   | 16./17. Jahrhundert            | Prüffall (BuK)            | BW                       |
|                | Wohnhaus Hintere Straße 24                      | Hintere Straße 24 (Karte)   | 1832                           | erhaltenswertes Gebäude   | BW                       |
|                | Wohnhaus Hintere Straße 26                      | Hintere Straße 26 (Karte)   | 18. Jahrhundert                | Geschützt nach § 2 DSchG  | BW                       |
|                | Wohnhaus Hintere Straße 28                      | Hintere Straße 28           | 18. Jahrhundert                | Geschützt nach § 2 DSchG  |                          |
|                | Wohnhaus Hintere Straße 30                      | Hintere Straße 30 (Karte)   | 18. Jahrhundert                | Geschützt nach § 2 DSchG  | BW                       |
|                | Wohnstallhaus, sog. Vogtshäusle                 | Hintere Straße 32 (Karte)   | 18. Jahrhundert                | Geschützt nach § 2 DSchG  | BW                       |
|                | Wohnhaus, sog. Wallenburg                       | Hintere Straße 34 (Karte)   | zweite Hälfte 18. Jahrhundert  | erhaltenswertes Gebäude   | BW                       |
|                | Wohnhaus Hintere Straße 38                      | Hintere Straße 38 (Karte)   | 18. Jahrhundert                | Prüffall (BuK)            | BW                       |
|                | Wohnhaus Hintere Straße 40                      | Hintere Straße 40 (Karte)   | 18. Jahrhundert                | Prüffall (BuK)            | BW                       |
|                | Wohnhaus Hintere Straße 42                      | Hintere Straße 42 (Karte)   | 18. Jahrhundert                | Prüffall (BuK)            | BW                       |
|                | Wohnhaus bzw. Gasthaus Schwarzer Ochsen         | Hintere Straße 44 (Karte)   | 18. Jahrhundert                | Geschützt nach § 2 DSchG  | BW                       |
|                | Ziehbrunnen, sog. Galgbrunnen                   | Kirchstraße (Karte)         | 1630                           | Geschützt nach § 2 DSchG  | BW                       |
|                | Laufbrunnen, sog. Kirchgassenbrunnen            | Kirchstraße (Karte)         | um 1870                        | Geschützt nach § 2 DSchG  | BW                       |
|                | Sog. Alte Kaplanei                              | Kirchstraße 1 (Karte)       | 18. Jahrhundert                | Geschützt nach § 2 DSchG  | BW                       |
|                | Wohnhaus Kirchstraße 2                          | Kirchstraße 2 (Karte)       | 18. Jahrhundert                | Prüffall (BuK)            | BW                       |
|                | Kath. Pfarrkirche St. Maria Magdalena           | Kirchstraße 3 (Karte)       | 13. Jahrhundert                | Geschützt nach § 12 DSchG | Wikidata-Objekt anzeigen |
|                | Wohnhaus Kirchstraße 4                          | Kirchstraße 4 (Karte)       | 1857                           | Prüffall (BuK)            | BW                       |
|                | Wohnhaus Kirchstraße 5                          | Kirchstraße 5 (Karte)       | 18. Jahrhundert                | erhaltenswertes Gebäude   | BW                       |
|                | Doppelhaus Kirchstraße 6/8                      | Kirchstraße 6/8 (Karte)     | 18. Jahrhundert                | Geschützt nach § 2 DSchG  | BW                       |
|                | Wohnhaus Kirchstraße 10                         | Kirchstraße 10 (Karte)      | 1723                           | Prüffall (BuK)            | BW                       |
|                | Ackerbürgerhaus, sog. King- bzw. Tuchererhaus   | Kirchstraße 12 (Karte)      | um 1750                        | Geschützt nach § 2 DSchG  | BW                       |
|                | Wohnhaus Kirchstraße 13                         | Kirchstraße 13 (Karte)      | 18. Jahrhundert                | Prüffall (BuK)            | BW                       |
|                | Wohnhaus Kirchstraße 14                         | Kirchstraße 14 (Karte)      | 18. Jahrhundert                | Geschützt nach § 2 DSchG  | BW                       |
|                | Wohnhaus Kirchstraße 16                         | Kirchstraße 16 (Karte)      | 18. Jahrhundert                | Geschützt nach § 2 DSchG  | BW                       |
|                | Wohnhaus Kurze Straße 1                         | Kurze Straße 1 (Karte)      | 18. Jahrhundert                | Geschützt nach § 2 DSchG  | BW                       |
|                | Wohnhaus Kurze Straße 8                         | Kurze Straße 8 (Karte)      | 18. Jahrhundert                | Prüffall (BuK)            | BW                       |
| Weitere Bilder | Sog. Vorderes bzw. Altes Schloss                | Schloßstraße 1 (Karte)      | um 1400                        | Geschützt nach § 12 DSchG |                          |
|                | Nebengebäude                                    | Schloßstraße 2 (Karte)      | Frühes 18. Jahrhundert         | Geschützt nach § 2 DSchG  |                          |
| Weitere Bilder | Sog. Hinteres bzw. Neues Schloss                | Schloßstraße 3 (Karte)      |                                | Geschützt nach § 12 DSchG |                          |
|                | Rentamt                                         | Schloßstraße 4 (Karte)      | 1772                           | Geschützt nach § 2 DSchG  | BW                       |
|                | Brauerei                                        | Schloßstraße 7 (Karte)      | 1685                           | Geschützt nach § 2 DSchG  | BW                       |
|                | Sog. Neues Brauhaus                             | Schloßstraße 8 (Karte)      | 1906                           | erhaltenswertes Gebäude   | BW                       |
|                | Stadtbefestigung                                |                             | um 1200                        | Geschützt nach § 2 DSchG  |                          |
|                | Gasthaus Krone                                  | Tuttlinger Straße 1 (Karte) |                                | Geschützt nach § 2 DSchG  | BW                       |
|                | Einhaus Tuttlinger Straße 2                     | Tuttlinger Straße 2 (Karte) | 1824                           | erhaltenswertes Gebäude   | BW                       |
|                | Einhaus Tuttlinger Straße 3                     | Tuttlinger Straße 3 (Karte) | 1824                           | erhaltenswertes Gebäude   | BW                       |

### Außerhalb der Gesamtanlage Mühlheim an der Donau
| Bild           | Bezeichnung                                    | Lage                                                | Datierung | Beschreibung | ID |
| -------------- | ---------------------------------------------- | --------------------------------------------------- | --------- | --- | -- |
|                | Hindenburgschule                               | Alter Schulplatz (früher Hindenburgplatz) 2 (Karte) |           | Geschützt nach § 2 DSchG                                                                                                 |    |
|                | Bildstock „Brünnele“                           | Beuroner Straße                                     |           | Geschützt nach § 2 DSchG                                                                                                 |    |
|                | Gefallenendenkmal                              | Ettenbergweg (Karte)                                |           | Geschützt nach § 2 DSchG                                                                                                 | BW |
|                | Wegkreuz                                       | Ettenbergweg (Karte)                                |           | Geschützt nach § 2 DSchG                                                                                                 | BW |
|                | Wegkreuz                                       | Grabenstraße (Karte)                                |           | Geschützt nach § 2 DSchG                                                                                                 | BW |
|                | Wohnhaus                                       | Kellerweg 19 (Karte)                                | 1845      | Ehemaliges Magazingebäude für Bierbrauereivorräte und Gerätschaften der Schlossbrauerei Enzberg Geschützt nach § 2 DSchG | BW |
|                | Hofgut Kraftstein                              | Kraftstein 1 (Karte)                                |           | Geschützt nach § 2 DSchG                                                                                                 | BW |
| Weitere Bilder | Ruine Kraftstein                               | Kraftstein (Karte)                                  |           | Geschützt nach § 2 DSchG                                                                                                 |    |
|                | Wasserversorgungsanlage des Hofguts Kraftstein | Kraftstein/Brunnenhalde                             |           | Geschützt nach § 2 DSchG                                                                                                 |    |
|                | Gutleutehaus                                   | Kolbinger Straße 1 (Karte)                          |           | Geschützt nach § 12 DSchG                                                                                                | BW |
|                | Gegoriuskapelle                                | Lippachtalstraße 2 (Karte)                          |           | Geschützt nach § 12 DSchG                                                                                                | BW |
|                | Wegkreuz                                       | bei Lippachtalstraße 2 (Karte)                      |           | Geschützt nach § 12 DSchG                                                                                                |    |
|                | Historische Wasserversorgung Mühlheim          | Ostertal                                            |           | Geschützt nach § 2 DSchG                                                                                                 |    |
|                | Rathaus, früher Schule                         | Rathausstraße 2 (Karte)                             |           | Geschützt nach § 2 DSchG                                                                                                 | BW |
|                | Herz-Jesu-Bildstöckle                          | Römerweg (Karte)                                    |           | Geschützt nach § 2 DSchG                                                                                                 |    |
| Weitere Bilder | Maria auf dem Welschenberg                     | Welschenberg 1 (Karte)                              |           | Geschützt nach § 12 DSchG                                                                                                |    |
|                | Steinkreuz                                     | bei Welschenberg 1 (Karte)                          |           | Geschützt nach § 2 DSchG                                                                                                 | BW |
|                | Bildstock                                      | Welschenberg (Karte)                                |           | Geschützt nach § 2 DSchG                                                                                                 | BW |
|                | Eisenbahnbrücke über den Lippach               | (Karte)                                             | 1838      | [ 2 ] | BW |
|                | Eisenbahnbrücke über den Wulfbach              | (Karte)                                             | 1857      | [ 2 ] | BW |